# Peter Dodds McCormick
Peter Dodds McCormick (ur. 28 stycznia 1833 w Port Glasgow, zm. 30 października 1916 w Sydney) – australijski kompozytor szkockiego pochodzenia, autor hymnu Australii Advance Australia Fair.

## Życiorys
Po ukończeniu terminowania jako stolarz wyemigrował do Australii, do Sydney dotarł 21 lutego 1855. Osiadł w Sydney, gdzie pracował w wyuczonym zawodzie i brał aktywny udział w kołach muzycznych.
W 1863 McCormick uczęszczał do Fort Street Model School, w późniejszym czasie pracował jako nauczyciel w kilku szkołach. Był starszym zboru w kościołach St Andrew's Presbyterian Church w Woolloomooloo i Grahame Memorial Church w Waverley. Prawie do samej śmierci wygłaszał prelekcje na tematy religijne w szkołach publicznych.
Przez całe życie McCormick brał czynny udział w życiu muzycznym Nowej Południowej Walii, gdzie organizował między innymi wiele kościelnych chórów. Opublikował około 30 pieśni o tematyce szkockiej i patriotycznej, w tym Advance Australia Fair, późniejszy hymn Australii, która po raz pierwszy została wykonana publicznie 30 listopada 1878.
Był dwukrotnie żonaty (jego pierwsza żona Emily Boucher zmarła w marcu 1866), w grudniu tego roku poślubił Emmę Elizabeth Dening, nie miał dzieci.